# ATP World Tour 2017
L'ATP World Tour 2017 és el circuit de tennis professional masculí de l'any 2017 organitzat per l'Associació de Tennistes Professionals (ATP). La temporada inclou un total de 62 torneigs a 31 països dividits en Grand Slams organitzats per la Federació Internacional de Tennis (conegut amb el sigle anglès ITF), ATP World Tour Masters 1000, sèries ATP World Tour 500, sèries ATP World Tour 250 i un ATP World Tour Finals. També s'inclou la disputa de la Copa Davis i la Copa Hopman. Els torneigs es van disputar entre el 2 de gener de 2017 i el 26 de novembre de 2017.

## Calendari
Taula sobre el calendari complet dels torneigs que pertanyen a la temporada 2017 de l'ATP World Tour. També s'inclouen els vencedors dels quadres individuals i dobles de cada torneig.
| Llegenda                           |
| ---------------------------------- |
| Grand Slam                         |
| ATP World Tour Finals / ATP Finals |
| ATP World Tour Masters 1000        |
| ATP World Tour 500                 |
| ATP World Tour 250                 |
| Esdeveniments per equips           |

| Data d'inici   | Torneig                         | Superfície   | Guanyador/s                                                                          | Finalista/es                                                               |
| -------------- | ------------------------------- | ------------ | ------------------------------------------------------------------------------------ | -------------------------------------------------------------------------- |
| 2 de gener     | Copa Hopman                     | Dura (i)     | França: Kristina Mladenovic / Richard Gasquet                                        | Estats Units: Coco Vandeweghe / Jack Sock                                  |
| 2 de gener     | Brisbane                        | Dura         | Grigor Dimitrov                                                                      | Kei Nishikori                                                              |
| 2 de gener     | Brisbane                        | Dura         | Thanasi Kokkinakis / Jordan Thompson                                                 | Gilles Müller / Sam Querrey                                                |
| 2 de gener     | Chennai                         | Dura         | Roberto Bautista Agut                                                                | Daniil Medvedev                                                            |
| 2 de gener     | Chennai                         | Dura         | Rohan Bopanna / Jeevan Nedunchezhiyan                                                | Purav Raja / Divij Sharan                                                  |
| 2 de gener     | Doha                            | Dura         | Novak Đoković                                                                        | Andy Murray                                                                |
| 2 de gener     | Doha                            | Dura         | Jérémy Chardy / Fabrice Martin                                                       | Vasek Pospisil / Radek Štěpánek                                            |
| 9 de gener     | Auckland                        | Dura         | Jack Sock                                                                            | João Sousa                                                                 |
| 9 de gener     | Auckland                        | Dura         | Marcin Matkowski / Aisam-ul-Haq Qureshi                                              | Jonathan Erlich / Scott Lipsky                                             |
| 9 de gener     | Sydney                          | Dura         | Gilles Müller                                                                        | Daniel Evans                                                               |
| 9 de gener     | Sydney                          | Dura         | Wesley Koolhof / Matwé Middelkoop                                                    | Jamie Murray / Bruno Soares                                                |
| 16 de gener    | Open d'Austràlia                | Dura         | Roger Federer                                                                        | Rafael Nadal                                                               |
| 16 de gener    | Open d'Austràlia                | Dura         | Henri Kontinen / John Peers                                                          | Bob Bryan / Mike Bryan                                                     |
| 16 de gener    | Open d'Austràlia                | Dura         | Abigail Spears / Juan Sebastián Cabal                                                | Sania Mirza / Ivan Dodig                                                   |
| 30 de gener    | Copa Davis (Primera ronda)      |              | Itàlia · Bèlgica · Austràlia · Estats Units · França · Regne Unit · Sèrbia · Espanya | Argentina · Alemanya · Txèquia · Suïssa · Japó · Canadà · Rússia · Croàcia |
| 6 de febrer    | Montpeller                      | Dura (i)     | Alexander Zverev                                                                     | Richard Gasquet                                                            |
| 6 de febrer    | Montpeller                      | Dura (i)     | Alexander Zverev / Mischa Zverev                                                     | Fabrice Martin / Daniel Nestor                                             |
| 6 de febrer    | Quito                           | Terra batuda | Víctor Estrella Burgos                                                               | Paolo Lorenzi                                                              |
| 6 de febrer    | Quito                           | Terra batuda | James Cerretani / Philipp Oswald                                                     | Julio Peralta / Horacio Zeballos                                           |
| 6 de febrer    | Sofia                           | Dura (i)     | Grigor Dimitrov                                                                      | David Goffin                                                               |
| 6 de febrer    | Sofia                           | Dura (i)     | Viktor Troicki / Nenad Zimonjić                                                      | Mikhail Elgin / Andrey Kuznetsov                                           |
| 13 de febrer   | Rotterdam                       | Dura (i)     | Jo-Wilfried Tsonga                                                                   | David Goffin                                                               |
| 13 de febrer   | Rotterdam                       | Dura (i)     | Ivan Dodig / Marcel Granollers                                                       | Wesley Koolhof / Matwé Middelkoop                                          |
| 13 de febrer   | Buenos Aires                    | Terra batuda | Aleksandr Dolgopòlov                                                                 | Kei Nishikori                                                              |
| 13 de febrer   | Buenos Aires                    | Terra batuda | Juan Sebastián Cabal / Robert Farah                                                  | Santiago González / David Marrero                                          |
| 13 de febrer   | Memphis                         | Dura (i)     | Ryan Harrison                                                                        | Níkoloz Bassilaixvili                                                      |
| 13 de febrer   | Memphis                         | Dura (i)     | Brian Baker / Nikola Mektić                                                          | Ryan Harrison / Steve Johnson                                              |
| 20 de febrer   | Rio de Janeiro                  | Terra batuda | Dominic Thiem                                                                        | Pablo Carreño Busta                                                        |
| 20 de febrer   | Rio de Janeiro                  | Terra batuda | Pablo Carreño Busta / Pablo Cuevas                                                   | Juan Sebastián Cabal / Robert Farah                                        |
| 20 de febrer   | Delray Beach                    | Dura         | Jack Sock                                                                            | Milos Raonic                                                               |
| 20 de febrer   | Delray Beach                    | Dura         | Raven Klaasen / Rajeev Ram                                                           | Treat Huey / Max Mirnyi                                                    |
| 20 de febrer   | Marsella                        | Dura (i)     | Jo-Wilfried Tsonga                                                                   | Lucas Pouille                                                              |
| 20 de febrer   | Marsella                        | Dura (i)     | Julien Benneteau / Nicolas Mahut                                                     | Robin Haase / Dominic Inglot                                               |
| 27 de febrer   | Acapulco                        | Dura         | Sam Querrey                                                                          | Rafael Nadal                                                               |
| 27 de febrer   | Acapulco                        | Dura         | Jamie Murray / Bruno Soares                                                          | John Isner / Feliciano López                                               |
| 27 de febrer   | Dubai                           | Dura         | Andy Murray                                                                          | Fernando Verdasco                                                          |
| 27 de febrer   | Dubai                           | Dura         | Jean-Julien Rojer / Horia Tecău                                                      | Rohan Bopanna / Marcin Matkowski                                           |
| 27 de febrer   | São Paulo                       | Terra batuda | Pablo Cuevas                                                                         | Albert Ramos Viñolas                                                       |
| 27 de febrer   | São Paulo                       | Terra batuda | Rogério Dutra Silva / André Sá                                                       | Marcus Daniell / Marcelo Demoliner                                         |
| 6 de març      | Indian Wells                    | Dura         | Roger Federer                                                                        | Stan Wawrinka                                                              |
| 6 de març      | Indian Wells                    | Dura         | Raven Klaasen / Rajeev Ram                                                           | Łukasz Kubot / Marcelo Melo                                                |
| 20 de març     | Miami                           | Dura         | Roger Federer                                                                        | Rafael Nadal                                                               |
| 20 de març     | Miami                           | Dura         | Łukasz Kubot / Marcelo Melo                                                          | Nicholas Monroe / Jack Sock                                                |
| 3 d'abril      | Copa Davis (Quarts de final)    |              | Bèlgica · Austràlia · França · Sèrbia                                                | Itàlia · Estats Units · Regne Unit · Espanya                               |
| 10 d'abril     | Houston                         | Terra batuda | Steve Johnson                                                                        | Thomaz Bellucci                                                            |
| 10 d'abril     | Houston                         | Terra batuda | Julio Peralta / Horacio Zeballos                                                     | Dustin Brown / Frances Tiafoe                                              |
| 10 d'abril     | Marràqueix                      | Terra batuda | Borna Ćorić                                                                          | Philipp Kohlschreiber                                                      |
| 10 d'abril     | Marràqueix                      | Terra batuda | Dominic Inglot / Mate Pavić                                                          | Marcel Granollers / Marc López                                             |
| 17 d'abril     | Montecarlo                      | Terra batuda | Rafael Nadal                                                                         | Albert Ramos Viñolas                                                       |
| 17 d'abril     | Montecarlo                      | Terra batuda | Rohan Bopanna / Pablo Cuevas                                                         | Feliciano López / Marc López                                               |
| 24 d'abril     | Barcelona                       | Terra batuda | Rafael Nadal                                                                         | Dominic Thiem                                                              |
| 24 d'abril     | Barcelona                       | Terra batuda | Florin Mergea / Aisam-ul-Haq Qureshi                                                 | Philipp Petzschner / Alexander Peya                                        |
| 24 d'abril     | Budapest                        | Terra batuda | Lucas Pouille                                                                        | Aljaž Bedene                                                               |
| 24 d'abril     | Budapest                        | Terra batuda | Brian Baker / Nikola Mektić                                                          | Juan Sebastián Cabal / Robert Farah                                        |
| 1 de maig      | Estoril                         | Terra batuda | Pablo Carreño Busta                                                                  | Gilles Müller                                                              |
| 1 de maig      | Estoril                         | Terra batuda | Ryan Harrison / Michael Venus                                                        | David Marrero / Tommy Robredo                                              |
| 1 de maig      | Istanbul                        | Terra batuda | Marin Čilić                                                                          | Milos Raonic                                                               |
| 1 de maig      | Istanbul                        | Terra batuda | Roman Jebavý / Jiří Veselý                                                           | Tuna Altuna / Alessandro Motti                                             |
| 1 de maig      | Múnic                           | Terra batuda | Alexander Zverev                                                                     | Guido Pella                                                                |
| 1 de maig      | Múnic                           | Terra batuda | Juan Sebastián Cabal / Robert Farah                                                  | Jérémy Chardy / Fabrice Martin                                             |
| 8 de maig      | Madrid                          | Terra batuda | Rafael Nadal                                                                         | Dominic Thiem                                                              |
| 8 de maig      | Madrid                          | Terra batuda | Łukasz Kubot / Marcelo Melo                                                          | Nicolas Mahut / Édouard Roger-Vasselin                                     |
| 15 de maig     | Roma                            | Terra batuda | Alexander Zverev                                                                     | Novak Đoković                                                              |
| 15 de maig     | Roma                            | Terra batuda | Pierre-Hugues Herbert / Nicolas Mahut                                                | Ivan Dodig / Marcel Granollers                                             |
| 22 de maig     | Ginebra                         | Terra batuda | Stan Wawrinka                                                                        | Mischa Zverev                                                              |
| 22 de maig     | Ginebra                         | Terra batuda | Jean-Julien Rojer / Horia Tecău                                                      | Juan Sebastián Cabal / Robert Farah                                        |
| 22 de maig     | Lió                             | Terra batuda | Jo-Wilfried Tsonga                                                                   | Tomáš Berdych                                                              |
| 22 de maig     | Lió                             | Terra batuda | Andrés Molteni / Adil Shamasdin                                                      | Marcus Daniell / Marcelo Demoliner                                         |
| 29 de maig     | Roland Garros                   | Terra batuda | Rafael Nadal                                                                         | Stan Wawrinka                                                              |
| 29 de maig     | Roland Garros                   | Terra batuda | Ryan Harrison / Michael Venus                                                        | Santiago González / Donald Young                                           |
| 29 de maig     | Roland Garros                   | Terra batuda | Gabriela Dabrowski / Rohan Bopanna                                                   | Anna-Lena Grönefeld / Robert Farah                                         |
| 12 de juny     | 's-Hertogenbosch                | Gespa        | Gilles Müller                                                                        | Ivo Karlović                                                               |
| 12 de juny     | 's-Hertogenbosch                | Gespa        | Łukasz Kubot / Marcelo Melo                                                          | Raven Klaasen / Rajeev Ram                                                 |
| 12 de juny     | Stuttgart                       | Gespa        | Lucas Pouille                                                                        | Feliciano López                                                            |
| 12 de juny     | Stuttgart                       | Gespa        | Jamie Murray / Bruno Soares                                                          | Olivier Marach / Mate Pavić                                                |
| 19 de juny     | Halle                           | Gespa        | Roger Federer                                                                        | Alexander Zverev                                                           |
| 19 de juny     | Halle                           | Gespa        | Łukasz Kubot / Marcelo Melo                                                          | Alexander Zverev / Mischa Zverev                                           |
| 19 de juny     | Londres                         | Gespa        | Feliciano López                                                                      | Marin Čilić                                                                |
| 19 de juny     | Londres                         | Gespa        | Jamie Murray / Bruno Soares                                                          | Julien Benneteau / Edouard Roger-Vasselin                                  |
| 26 de juny     | Antalya                         | Gespa        | Yuichi Sugita                                                                        | Adrian Mannarino                                                           |
| 26 de juny     | Antalya                         | Gespa        | Robert Lindstedt / Aisam-Ul-Haq Qureshi                                              | Oliver Marach / Mate Pavić                                                 |
| 26 de juny     | Eastbourne                      | Gespa        | Novak Đoković                                                                        | Gaël Monfils                                                               |
| 26 de juny     | Eastbourne                      | Gespa        | Bob Bryan / Mike Bryan                                                               | Rohan Bopanna / André Sá                                                   |
| 3 de juliol    | Wimbledon                       | Gespa        | Roger Federer                                                                        | Marin Čilić                                                                |
| 3 de juliol    | Wimbledon                       | Gespa        | Łukasz Kubot / Marcelo Melo                                                          | Oliver Marach / Mate Pavić                                                 |
| 3 de juliol    | Wimbledon                       | Gespa        | Jamie Murray / Martina Hingis                                                        | Henri Kontinen / Heather Watson                                            |
| 17 de juliol   | Bastad                          | Terra batuda | David Ferrer                                                                         | Alexandr Dolgopolov                                                        |
| 17 de juliol   | Bastad                          | Terra batuda | Julian Knowle / Philipp Petzschner                                                   | Sander Arends / Matwe Middelkoop                                           |
| 17 de juliol   | Newport                         | Gespa        | John Isner                                                                           | Matthew Ebden                                                              |
| 17 de juliol   | Newport                         | Gespa        | Aisam-Ul-Haq Qureshi / Rajeev Ram                                                    | Matt Reid / John-Patrick Smith                                             |
| 17 de juliol   | Umag                            | Terra batuda | Andrey Rublev                                                                        | Paolo Lorenzi                                                              |
| 17 de juliol   | Umag                            | Terra batuda | Guillermo Durán / Andrés Molteni                                                     | Marin Draganja / Tomislav Draganja                                         |
| 24 de juliol   | Hamburg                         | Terra batuda | Leonardo Mayer                                                                       | Florian Mayer                                                              |
| 24 de juliol   | Hamburg                         | Terra batuda | Ivan Dodig / Mate Pavić                                                              | Pablo Cuevas / Marc López                                                  |
| 24 de juliol   | Atlanta                         | Dura         | John Isner                                                                           | Ryan Harrison                                                              |
| 24 de juliol   | Atlanta                         | Dura         | Bob Bryan / Mike Bryan                                                               | Wesley Koolhof / Artem Sitak                                               |
| 24 de juliol   | Gstaad                          | Terra batuda | Fabio Fognini                                                                        | Yannick Hanfmann                                                           |
| 24 de juliol   | Gstaad                          | Terra batuda | Oliver Marach / Philipp Oswald                                                       | Jonathan Eysseric / Franko Skugor                                          |
| 31 de juliol   | Washington DC                   | Dura         | Alexander Zverev                                                                     | Kevin Anderson                                                             |
| 31 de juliol   | Washington DC                   | Dura         | Henri Kontinen / John Peers                                                          | Lukasz Kubot / Marcelo Melo                                                |
| 31 de juliol   | Kitzbühel                       | Terra batuda | Philipp Kohlschreiber                                                                | Joao Sousa                                                                 |
| 31 de juliol   | Kitzbühel                       | Terra batuda | Pablo Cuevas / Guillermo Durán                                                       | Hans Podlipnik Castillo / Andrei Vasilevski                                |
| 31 de juliol   | Los Cabos                       | Dura         | Sam Querrey                                                                          | Thanasi Kokkinakis                                                         |
| 31 de juliol   | Los Cabos                       | Dura         | Juan Sebastián Cabal / Treat Huey                                                    | Sergio Galdós / Roberto Maytin                                             |
| 7 d'agost      | Mont-real                       | Dura         | Alexander Zverev                                                                     | Roger Federer                                                              |
| 7 d'agost      | Mont-real                       | Dura         | Pierre Hugues Herbert / Nicolas Mahut                                                | Rohan Bopanna / Ivan Dodig                                                 |
| 14 d'agost     | Cincinnati                      | Dura         | Grigor Dimitrov                                                                      | Nick Kyrgios                                                               |
| 14 d'agost     | Cincinnati                      | Dura         | Pierre-Hugues Herbert / Nicolas Mahut                                                | Jamie Murray / Bruno Soares                                                |
| 21 d'agost     | Winston-Salem                   | Dura         | Roberto Bautista Agut                                                                | Damir Džumhur                                                              |
| 21 d'agost     | Winston-Salem                   | Dura         | Jean-Julien Rojer / Horia Tecău                                                      | Julio Peralta / Horacio Zeballos                                           |
| 28 d'agost     | US Open                         | Dura         | Rafael Nadal                                                                         | Kevin Anderson                                                             |
| 28 d'agost     | US Open                         | Dura         | Jean-Julien Rojer / Horia Tecău                                                      | Feliciano López / Marc López                                               |
| 28 d'agost     | US Open                         | Dura         | Martina Hingis / Jamie Murray                                                        | Chan Hao-Ching / Micheal Venus                                             |
| 11 de setembre | Copa Davis (Semifinals)         |              | Bèlgica · França                                                                     | Austràlia · Sèrbia                                                         |
| 18 de setembre | Metz                            | Dura (i)     | Peter Gojowczyk                                                                      | Benoît Paire                                                               |
| 18 de setembre | Metz                            | Dura (i)     | Julien Benneteau / Édouard Roger-Vasselin                                            | Wesley Koolhof / Artem Sitak                                               |
| 18 de setembre | Sant Petersburg                 | Dura (i)     | Damir Džumhur                                                                        | Fabio Fognini                                                              |
| 18 de setembre | Sant Petersburg                 | Dura (i)     | Roman Jebavý / Matwé Middelkoop                                                      | Julio Peralta / Horacio Zeballos                                           |
| 25 de setembre | Shenzhen                        | Dura         | David Goffin                                                                         | Aleksandr Dolgopòlov                                                       |
| 25 de setembre | Shenzhen                        | Dura         | Alexander Peya / Rajeev Ram                                                          | Nikola Mektić / Nicholas Monroe                                            |
| 25 de setembre | Chengdu                         | Dura         | Denis Istomin                                                                        | Markos Bagdatís                                                            |
| 25 de setembre | Chengdu                         | Dura         | Jonathan Erlich / Aisam-ul-Haq Qureshi                                               | Marcus Daniell / Marcelo Demoliner                                         |
| 2 d'octubre    | Pequín                          | Dura         | Rafael Nadal                                                                         | Nick Kyrgios                                                               |
| 2 d'octubre    | Pequín                          | Dura         | Henri Kontinen / John Peers                                                          | John Isner / Jack Sock                                                     |
| 2 d'octubre    | Tòquio                          | Dura         | David Goffin                                                                         | Adrian Mannarino                                                           |
| 2 d'octubre    | Tòquio                          | Dura         | Ben McLachlan / Yasutaka Uchiyama                                                    | Jamie Murray / Bruno Soares                                                |
| 9 d'octubre    | Xangai                          | Dura         | Roger Federer                                                                        | Rafael Nadal                                                               |
| 9 d'octubre    | Xangai                          | Dura         | Henri Kontinen / John Peers                                                          | Lukasz Kubot / Marcelo Melo                                                |
| 16 d'octubre   | Anvers                          | Dura (i)     | Jo-Wilfried Tsonga                                                                   | Diego Schwartzman                                                          |
| 16 d'octubre   | Anvers                          | Dura (i)     | Scott Lipsky / Divij Sharan                                                          | Santiago González / Julio Peralta                                          |
| 16 d'octubre   | Moscou                          | Dura (i)     | Damir Džumhur                                                                        | Ričardas Berankis                                                          |
| 16 d'octubre   | Moscou                          | Dura (i)     | Max Mirnyi / Philipp Oswald                                                          | Damir Džumhur / Antonio Šančić                                             |
| 16 d'octubre   | Estocolm                        | Dura (i)     | Juan Martín del Potro                                                                | Grigor Dimitrov                                                            |
| 16 d'octubre   | Estocolm                        | Dura (i)     | Oliver Marach / Mate Pavić                                                           | Aisam-ul-Haq Qureshi / Jean-Julien Rojer                                   |
| 23 d'octubre   | Basilea                         | Dura (i)     | Roger Federer                                                                        | Juan Martín del Potro                                                      |
| 23 d'octubre   | Basilea                         | Dura (i)     | Ivan Dodig / Marcel Granollers                                                       | Fabrice Martin / Édouard Roger-Vasselin                                    |
| 23 d'octubre   | Viena                           | Dura (i)     | Lucas Pouille                                                                        | Jo-Wilfried Tsonga                                                         |
| 23 d'octubre   | Viena                           | Dura (i)     | Rohan Bopanna / Pablo Cuevas                                                         | Marcelo Demoliner / Sam Querrey                                            |
| 30 d'octubre   | París                           | Dura (i)     | Jack Sock                                                                            | Filip Krajinović                                                           |
| 30 d'octubre   | París                           | Dura (i)     | Łukasz Kubot / Marcelo Melo                                                          | Ivan Dodig / Marcel Granollers                                             |
| 6 de novembre  | Next Gen ATP Finals (Milà)      | Dura (i)     | Chung Hyeon                                                                          | Andrei Rubliov                                                             |
| 13 de novembre | ATP World Tour Finals (Londres) | Dura (i)     | Grigor Dimitrov                                                                      | David Goffin                                                               |
| 13 de novembre | ATP World Tour Finals (Londres) | Dura (i)     | Henri Kontinen / John Peers                                                          | Łukasz Kubot / Marcelo Melo                                                |
| 20 de novembre | Copa Davis (Final)              |              | França                                                                               | Bèlgica                                                                    |

## Estadístiques
La següent taula mostra el nombre de títols aconseguits de forma individual (I), dobles (D) i dobles mixtes (X) aconseguits per cada tennista i també per països durant la temporada 2017. Els torneigs estan classificats segons la seva categoria dins el calendari ATP World Tour 2017: Grand Slams, ATP World Tour Finals, ATP World Tour Masters 1000, sèries ATP World Tour 500 i sèries ATP World Tour 250. L'ordre del jugadors s'ha establert a partir del nombre total de títols i llavors segons la categoria dels títols.

### Títols per tennista
| Total | Tennista               | Grand Slams | Grand Slams | Grand Slams | ATP World Tour Finals | ATP World Tour Finals | ATP World Tour Masters 1000 | ATP World Tour Masters 1000 | ATP World Tour 500 | ATP World Tour 500 | ATP World Tour 250 | ATP World Tour 250 | Resum | Resum | Resum |
| Total | Tennista               | I           | D           | X           | I                     | D                     | I                           | D                           | I                  | D                  | I                  | D                  | I     | D     | X     |
| ----- | ---------------------- | ----------- | ----------- | ----------- | --------------------- | --------------------- | --------------------------- | --------------------------- | ------------------ | ------------------ | ------------------ | ------------------ | ----- | ----- | ----- |
| 7     | Roger Federer          | ●           |             |             |                       |                       | ●                           |                             | ●                  |                    |                    |                    | 7     | 0     | 0     |
| 6     | Rafael Nadal           | ●           |             |             |                       |                       | ●                           |                             | ●                  |                    |                    |                    | 6     | 0     | 0     |
| 6     | Łukasz Kubot           |             | ●           |             |                       |                       |                             | ●                           |                    | ●                  |                    | ●                  | 0     | 6     | 0     |
| 6     | Marcelo Melo           |             | ●           |             |                       |                       |                             | ●                           |                    | ●                  |                    | ●                  | 0     | 6     | 0     |
| 6     | Alexander Zverev       |             |             |             |                       |                       | ●                           |                             | ●                  |                    | ●                  | ●                  | 5     | 1     | 0     |
| 5     | Jamie Murray           |             |             | ●           |                       |                       |                             |                             |                    | ●                  |                    | ●                  | 0     | 3     | 2     |
| 5     | Henri Kontinen         |             | ●           |             |                       | ●                     |                             | ●                           |                    | ●                  |                    |                    | 0     | 5     | 0     |
| 5     | John Peers             |             | ●           |             |                       | ●                     |                             | ●                           |                    | ●                  |                    |                    | 0     | 5     | 0     |
| 5     | Pablo Cuevas           |             |             |             |                       |                       |                             | ●                           |                    | ●                  | ●                  |                    | 1     | 4     | 0     |
| 5     | Aisam-ul-Haq Qureshi   |             |             |             |                       |                       |                             |                             |                    | ●                  |                    | ●                  | 0     | 5     | 0     |
| 4     | Rohan Bopanna          |             |             | ●           |                       |                       |                             | ●                           |                    | ●                  |                    | ●                  | 0     | 3     | 1     |
| 4     | Jean-Julien Rojer      |             | ●           |             |                       |                       |                             |                             |                    | ●                  |                    | ●                  | 0     | 4     | 0     |
| 4     | Horia Tecău            |             | ●           |             |                       |                       |                             |                             |                    | ●                  |                    | ●                  | 0     | 4     | 0     |
| 4     | Juan Sebastián Cabal   |             |             | ●           |                       |                       |                             |                             |                    |                    |                    | ●                  | 0     | 3     | 1     |
| 4     | Grigor Dimitrov        |             |             |             | ●                     |                       | ●                           |                             |                    |                    | ●                  |                    | 4     | 0     | 0     |
| 4     | Nicolas Mahut          |             |             |             |                       |                       |                             | ●                           |                    |                    |                    | ●                  | 0     | 4     | 0     |
| 4     | Rajeev Ram             |             |             |             |                       |                       |                             | ●                           |                    |                    |                    | ●                  | 0     | 4     | 0     |
| 4     | Jo-Wilfried Tsonga     |             |             |             |                       |                       |                             |                             | ●                  |                    | ●                  |                    | 4     | 0     | 0     |
| 3     | Ryan Harrison          |             | ●           |             |                       |                       |                             |                             |                    |                    | ●                  | ●                  | 1     | 2     | 0     |
| 3     | Pierre-Hugues Herbert  |             |             |             |                       |                       |                             | ●                           |                    |                    |                    |                    | 0     | 3     | 0     |
| 3     | Jack Sock              |             |             |             |                       |                       | ●                           |                             |                    |                    | ●                  |                    | 3     | 0     | 0     |
| 3     | Ivan Dodig             |             |             |             |                       |                       |                             |                             |                    | ●                  |                    |                    | 0     | 3     | 0     |
| 3     | Bruno Soares           |             |             |             |                       |                       |                             |                             |                    | ●                  |                    | ●                  | 0     | 3     | 0     |
| 3     | Lucas Pouille          |             |             |             |                       |                       |                             |                             | ●                  |                    | ●                  |                    | 3     | 0     | 0     |
| 3     | Mate Pavić             |             |             |             |                       |                       |                             |                             |                    | ●                  |                    | ●                  | 0     | 3     | 0     |
| 3     | Philipp Oswald         |             |             |             |                       |                       |                             |                             |                    |                    |                    | ●                  | 0     | 3     | 0     |
| 2     | Michael Venus          |             | ●           |             |                       |                       |                             |                             |                    |                    |                    | ●                  | 0     | 2     | 0     |
| 2     | Raven Klaasen          |             |             |             |                       |                       |                             | ●                           |                    |                    |                    | ●                  | 0     | 2     | 0     |
| 2     | Marcel Granollers      |             |             |             |                       |                       |                             |                             |                    | ●                  |                    |                    | 0     | 2     | 0     |
| 2     | David Goffin           |             |             |             |                       |                       |                             |                             | ●                  |                    | ●                  |                    | 2     | 0     | 0     |
| 2     | Sam Querrey            |             |             |             |                       |                       |                             |                             | ●                  |                    | ●                  |                    | 2     | 0     | 0     |
| 2     | Pablo Carreño Busta    |             |             |             |                       |                       |                             |                             |                    | ●                  | ●                  |                    | 1     | 1     | 0     |
| 2     | Roberto Bautista Agut  |             |             |             |                       |                       |                             |                             |                    |                    | ●                  |                    | 2     | 0     | 0     |
| 2     | Novak Đoković          |             |             |             |                       |                       |                             |                             |                    |                    | ●                  |                    | 2     | 0     | 0     |
| 2     | Damir Džumhur          |             |             |             |                       |                       |                             |                             |                    |                    | ●                  |                    | 2     | 0     | 0     |
| 2     | John Isner             |             |             |             |                       |                       |                             |                             |                    |                    | ●                  |                    | 2     | 0     | 0     |
| 2     | Gilles Müller          |             |             |             |                       |                       |                             |                             |                    |                    | ●                  |                    | 2     | 0     | 0     |
| 2     | Brian Baker            |             |             |             |                       |                       |                             |                             |                    |                    |                    | ●                  | 0     | 2     | 0     |
| 2     | Julien Benneteau       |             |             |             |                       |                       |                             |                             |                    |                    |                    | ●                  | 0     | 2     | 0     |
| 2     | Bob Bryan              |             |             |             |                       |                       |                             |                             |                    |                    |                    | ●                  | 0     | 2     | 0     |
| 2     | Mike Bryan             |             |             |             |                       |                       |                             |                             |                    |                    |                    | ●                  | 0     | 2     | 0     |
| 2     | Guillermo Durán        |             |             |             |                       |                       |                             |                             |                    |                    |                    | ●                  | 0     | 2     | 0     |
| 2     | Robert Farah           |             |             |             |                       |                       |                             |                             |                    |                    |                    | ●                  | 0     | 2     | 0     |
| 2     | Roman Jebavý           |             |             |             |                       |                       |                             |                             |                    |                    |                    | ●                  | 0     | 2     | 0     |
| 2     | Oliver Marach          |             |             |             |                       |                       |                             |                             |                    |                    |                    | ●                  | 0     | 2     | 0     |
| 2     | Nikola Mektić          |             |             |             |                       |                       |                             |                             |                    |                    |                    | ●                  | 0     | 2     | 0     |
| 2     | Matwé Middelkoop       |             |             |             |                       |                       |                             |                             |                    |                    |                    | ●                  | 0     | 2     | 0     |
| 2     | Andrés Molteni         |             |             |             |                       |                       |                             |                             |                    |                    |                    | ●                  | 0     | 2     | 0     |
| 1     | Chung Hyeon            |             |             |             | ●                     |                       |                             |                             |                    |                    |                    |                    | 1     | 0     | 0     |
| 1     | Feliciano López        |             |             |             |                       |                       |                             |                             | ●                  |                    |                    |                    | 1     | 0     | 0     |
| 1     | Leonardo Mayer         |             |             |             |                       |                       |                             |                             | ●                  |                    |                    |                    | 1     | 0     | 0     |
| 1     | Andy Murray            |             |             |             |                       |                       |                             |                             | ●                  |                    |                    |                    | 1     | 0     | 0     |
| 1     | Dominic Thiem          |             |             |             |                       |                       |                             |                             | ●                  |                    |                    |                    | 1     | 0     | 0     |
| 1     | Ben McLachlan          |             |             |             |                       |                       |                             |                             |                    | ●                  |                    |                    | 0     | 1     | 0     |
| 1     | Florin Mergea          |             |             |             |                       |                       |                             |                             |                    | ●                  |                    |                    | 0     | 1     | 0     |
| 1     | Yasutaka Uchiyama      |             |             |             |                       |                       |                             |                             |                    | ●                  |                    |                    | 0     | 1     | 0     |
| 1     | Marin Čilić            |             |             |             |                       |                       |                             |                             |                    |                    | ●                  |                    | 1     | 0     | 0     |
| 1     | Borna Ćorić            |             |             |             |                       |                       |                             |                             |                    |                    | ●                  |                    | 1     | 0     | 0     |
| 1     | Aleksandr Dolgopòlov   |             |             |             |                       |                       |                             |                             |                    |                    | ●                  |                    | 1     | 0     | 0     |
| 1     | Víctor Estrella Burgos |             |             |             |                       |                       |                             |                             |                    |                    | ●                  |                    | 1     | 0     | 0     |
| 1     | David Ferrer           |             |             |             |                       |                       |                             |                             |                    |                    | ●                  |                    | 1     | 0     | 0     |
| 1     | Fabio Fognini          |             |             |             |                       |                       |                             |                             |                    |                    | ●                  |                    | 1     | 0     | 0     |
| 1     | Peter Gojowczyk        |             |             |             |                       |                       |                             |                             |                    |                    | ●                  |                    | 1     | 0     | 0     |
| 1     | Denis Istomin          |             |             |             |                       |                       |                             |                             |                    |                    | ●                  |                    | 1     | 0     | 0     |
| 1     | Steve Johnson          |             |             |             |                       |                       |                             |                             |                    |                    | ●                  |                    | 1     | 0     | 0     |
| 1     | Philipp Kohlschreiber  |             |             |             |                       |                       |                             |                             |                    |                    | ●                  |                    | 1     | 0     | 0     |
| 1     | Juan Martín del Potro  |             |             |             |                       |                       |                             |                             |                    |                    | ●                  |                    | 1     | 0     | 0     |
| 1     | Andrey Rublev          |             |             |             |                       |                       |                             |                             |                    |                    | ●                  |                    | 1     | 0     | 0     |
| 1     | Yuichi Sugita          |             |             |             |                       |                       |                             |                             |                    |                    | ●                  |                    | 1     | 0     | 0     |
| 1     | Stan Wawrinka          |             |             |             |                       |                       |                             |                             |                    |                    | ●                  |                    | 1     | 0     | 0     |
| 1     | James Cerretani        |             |             |             |                       |                       |                             |                             |                    |                    |                    | ●                  | 0     | 1     | 0     |
| 1     | Jérémy Chardy          |             |             |             |                       |                       |                             |                             |                    |                    |                    | ●                  | 0     | 1     | 0     |
| 1     | Rogério Dutra Silva    |             |             |             |                       |                       |                             |                             |                    |                    |                    | ●                  | 0     | 1     | 0     |
| 1     | Jonathan Erlich        |             |             |             |                       |                       |                             |                             |                    |                    |                    | ●                  | 0     | 1     | 0     |
| 1     | Treat Huey             |             |             |             |                       |                       |                             |                             |                    |                    |                    | ●                  | 0     | 1     | 0     |
| 1     | Dominic Inglot         |             |             |             |                       |                       |                             |                             |                    |                    |                    | ●                  | 0     | 1     | 0     |
| 1     | Julian Knowle          |             |             |             |                       |                       |                             |                             |                    |                    |                    | ●                  | 0     | 1     | 0     |
| 1     | Thanasi Kokkinakis     |             |             |             |                       |                       |                             |                             |                    |                    |                    | ●                  | 0     | 1     | 0     |
| 1     | Wesley Koolhof         |             |             |             |                       |                       |                             |                             |                    |                    |                    | ●                  | 0     | 1     | 0     |
| 1     | Robert Lindstedt       |             |             |             |                       |                       |                             |                             |                    |                    |                    | ●                  | 0     | 1     | 0     |
| 1     | Scott Lipsky           |             |             |             |                       |                       |                             |                             |                    |                    |                    | ●                  | 0     | 1     | 0     |
| 1     | Fabrice Martin         |             |             |             |                       |                       |                             |                             |                    |                    |                    | ●                  | 0     | 1     | 0     |
| 1     | Marcin Matkowski       |             |             |             |                       |                       |                             |                             |                    |                    |                    | ●                  | 0     | 1     | 0     |
| 1     | Max Mirnyi             |             |             |             |                       |                       |                             |                             |                    |                    |                    | ●                  | 0     | 1     | 0     |
| 1     | Jeevan Nedunchezhiyan  |             |             |             |                       |                       |                             |                             |                    |                    |                    | ●                  | 0     | 1     | 0     |
| 1     | Julio Peralta          |             |             |             |                       |                       |                             |                             |                    |                    |                    | ●                  | 0     | 1     | 0     |
| 1     | Philipp Petzschner     |             |             |             |                       |                       |                             |                             |                    |                    |                    | ●                  | 0     | 1     | 0     |
| 1     | Alexander Peya         |             |             |             |                       |                       |                             |                             |                    |                    |                    | ●                  | 0     | 1     | 0     |
| 1     | Édouard Roger-Vasselin |             |             |             |                       |                       |                             |                             |                    |                    |                    | ●                  | 0     | 2     | 0     |
| 1     | André Sá               |             |             |             |                       |                       |                             |                             |                    |                    |                    | ●                  | 0     | 1     | 0     |
| 1     | Adil Shamasdin         |             |             |             |                       |                       |                             |                             |                    |                    |                    | ●                  | 0     | 1     | 0     |
| 1     | Divij Sharan           |             |             |             |                       |                       |                             |                             |                    |                    |                    | ●                  | 0     | 1     | 0     |
| 1     | Jordan Thompson        |             |             |             |                       |                       |                             |                             |                    |                    |                    | ●                  | 0     | 1     | 0     |
| 1     | Viktor Troicki         |             |             |             |                       |                       |                             |                             |                    |                    |                    | ●                  | 0     | 1     | 0     |
| 1     | Jiří Veselý            |             |             |             |                       |                       |                             |                             |                    |                    |                    | ●                  | 0     | 1     | 0     |
| 1     | Horacio Zeballos       |             |             |             |                       |                       |                             |                             |                    |                    |                    | ●                  | 0     | 1     | 0     |
| 1     | Nenad Zimonjić         |             |             |             |                       |                       |                             |                             |                    |                    |                    | ●                  | 0     | 1     | 0     |
| 1     | Mischa Zverev          |             |             |             |                       |                       |                             |                             |                    |                    |                    | ●                  | 0     | 1     | 0     |

### Títols per país
| Total | País                 | Grand Slams | Grand Slams | Grand Slams | ATP World Tour Finals | ATP World Tour Finals | ATP World Tour Masters 1000 | ATP World Tour Masters 1000 | ATP World Tour 500 | ATP World Tour 500 | ATP World Tour 250 | ATP World Tour 250 | Resum | Resum | Resum |
| Total | País                 | I           | D           | X           | I                     | D                     | I                           | D                           | I                  | D                  | I                  | D                  | I     | D     | X     |
| ----- | -------------------- | ----------- | ----------- | ----------- | --------------------- | --------------------- | --------------------------- | --------------------------- | ------------------ | ------------------ | ------------------ | ------------------ | ----- | ----- | ----- |
| 21    | Estats Units         |             | 1           |             |                       |                       | 1                           | 1                           | 1                  |                    | 7                  | 10                 | 9     | 12    | 0     |
| 14    | Espanya              | 2           |             |             |                       |                       | 2                           |                             | 3                  | 3                  | 4                  |                    | 11    | 3     | 0     |
| 12    | França               |             |             |             |                       |                       |                             | 3                           | 2                  |                    | 4                  | 3                  | 6     | 6     | 0     |
| 10    | Brasil               |             | 1           |             |                       |                       |                             | 3                           |                    | 3                  |                    | 3                  | 0     | 10    | 0     |
| 9     | Alemanya             |             |             |             |                       |                       | 2                           |                             | 1                  |                    | 4                  | 2                  | 7     | 2     | 0     |
| 9     | Croàcia              |             |             |             |                       |                       |                             |                             |                    | 3                  | 2                  | 4                  | 2     | 7     | 0     |
| 8     | Suïssa               | 2           |             |             |                       |                       | 3                           |                             | 2                  |                    | 1                  |                    | 8     | 0     | 0     |
| 7     | Regne Unit           |             |             | 2           |                       |                       |                             |                             | 1                  | 2                  |                    | 2                  | 1     | 4     | 2     |
| 7     | Polònia              |             | 1           |             |                       |                       |                             | 3                           |                    | 1                  |                    | 2                  | 0     | 7     | 0     |
| 7     | Àustria              |             |             |             |                       |                       |                             |                             | 1                  |                    |                    | 6                  | 1     | 6     | 0     |
| 6     | Austràlia            |             | 1           |             |                       | 1                     |                             | 1                           |                    | 2                  |                    | 1                  | 0     | 6     | 0     |
| 6     | Països Baixos        |             | 1           |             |                       |                       |                             |                             |                    | 1                  |                    | 4                  | 0     | 6     | 0     |
| 6     | Argentina            |             |             |             |                       |                       |                             |                             | 1                  |                    | 1                  | 4                  | 2     | 4     | 0     |
| 5     | Finlàndia            |             | 1           |             |                       | 1                     |                             | 1                           |                    | 2                  |                    |                    | 0     | 5     | 0     |
| 5     | Índia                |             |             | 1           |                       |                       |                             | 1                           |                    | 1                  |                    | 2                  | 0     | 4     | 1     |
| 5     | Romania              |             | 1           |             |                       |                       |                             |                             |                    | 1                  |                    | 3                  | 0     | 5     | 0     |
| 5     | Uruguai              |             |             |             |                       |                       |                             | 1                           |                    | 2                  | 1                  | 1                  | 1     | 4     | 0     |
| 5     | Pakistan             |             |             |             |                       |                       |                             |                             |                    | 1                  |                    | 4                  | 0     | 5     | 0     |
| 4     | Colòmbia             |             |             | 1           |                       |                       |                             |                             |                    |                    |                    | 3                  | 0     | 3     | 1     |
| 4     | Bulgària             |             |             |             | 1                     |                       | 1                           |                             |                    |                    | 2                  |                    | 4     | 0     | 0     |
| 3     | Sèrbia               |             |             |             |                       |                       |                             |                             |                    |                    | 2                  | 1                  | 2     | 1     | 0     |
| 2     | Nova Zelanda         |             | 1           |             |                       |                       |                             |                             |                    |                    |                    | 1                  | 0     | 2     | 0     |
| 2     | Sud-àfrica           |             |             |             |                       |                       |                             | 1                           |                    |                    |                    | 1                  | 0     | 2     | 0     |
| 2     | Bèlgica              |             |             |             |                       |                       |                             |                             | 1                  |                    | 1                  |                    | 2     | 0     | 0     |
| 2     | Japó                 |             |             |             |                       |                       |                             |                             |                    | 1                  | 1                  |                    | 1     | 1     | 0     |
| 2     | Bòsnia i Hercegovina |             |             |             |                       |                       |                             |                             |                    |                    | 2                  |                    | 2     | 0     | 0     |
| 2     | Luxemburg            |             |             |             |                       |                       |                             |                             |                    |                    | 2                  |                    | 2     | 0     | 0     |
| 2     | Txèquia              |             |             |             |                       |                       |                             |                             |                    |                    |                    | 2                  | 0     | 2     | 0     |
| 1     | Corea del Sud        |             |             |             | 1                     |                       |                             |                             |                    |                    |                    |                    | 1     | 0     | 0     |
| 1     | República Dominicana |             |             |             |                       |                       |                             |                             |                    |                    | 1                  |                    | 1     | 0     | 0     |
| 1     | Itàlia               |             |             |             |                       |                       |                             |                             |                    |                    | 1                  |                    | 1     | 0     | 0     |
| 1     | Ucraïna              |             |             |             |                       |                       |                             |                             |                    |                    | 1                  |                    | 1     | 0     | 0     |
| 1     | Uzbekistan           |             |             |             |                       |                       |                             |                             |                    |                    | 1                  |                    | 1     | 0     | 0     |
| 1     | Belarús              |             |             |             |                       |                       |                             |                             |                    |                    |                    | 1                  | 0     | 1     | 0     |
| 1     | Canadà               |             |             |             |                       |                       |                             |                             |                    |                    |                    | 1                  | 0     | 1     | 0     |
| 1     | Filipines            |             |             |             |                       |                       |                             |                             |                    |                    |                    | 1                  | 0     | 1     | 0     |
| 1     | Israel               |             |             |             |                       |                       |                             |                             |                    |                    |                    | 1                  | 0     | 1     | 0     |
| 1     | Rússia               |             |             |             |                       |                       |                             |                             |                    |                    |                    | 1                  | 0     | 1     | 0     |
| 1     | Suècia               |             |             |             |                       |                       |                             |                             |                    |                    |                    | 1                  | 0     | 1     | 0     |
| 1     | Xile                 |             |             |             |                       |                       |                             |                             |                    |                    |                    | 1                  | 0     | 1     | 0     |

## Rànquings

### Individual
| Rànquing individual ATP 2017 | Rànquing individual ATP 2017 | Rànquing individual ATP 2017 | Rànquing individual ATP 2017 | Rànquing individual ATP 2017 | Rànquing individual ATP 2017 |
| Pos.                         | Tennista                     | Punts                        | Torneigs                     | Ant.                         | Mov.                         |
| ---------------------------- | ---------------------------- | ---------------------------- | ---------------------------- | ---------------------------- | ---------------------------- |
| 1                            | Rafael Nadal                 | 10.645                       | 18                           | 9                            | 8                            |
| 2                            | Roger Federer                | 9.605                        | 17                           | 16                           | 14                           |
| 3                            | Grigor Dimitrov              | 5.150                        | 23                           | 17                           | 14                           |
| 4                            | Alexander Zverev             | 4.610                        | 25                           | 24                           | 20                           |
| 5                            | Dominic Thiem                | 4.015                        | 27                           | 8                            | 3                            |
| 6                            | Marin Čilić                  | 3.805                        | 22                           | 6                            | =                            |
| 7                            | David Goffin                 | 3.775                        | 26                           | 11                           | 4                            |
| 8                            | Jack Sock                    | 3.165                        | 22                           | 23                           | 15                           |
| 9                            | Stan Wawrinka                | 3.150                        | 15                           | 4                            | 5                            |
| 10                           | Pablo Carreño Busta          | 2.615                        | 25                           | 30                           | 20                           |
| 11                           | Juan Martín del Potro        | 2.595                        | 19                           | 38                           | 27                           |
| 12                           | Novak Đoković                | 2.585                        | 16                           | 2                            | 10                           |
| 13                           | Sam Querrey                  | 2.535                        | 23                           | 31                           | 18                           |
| 14                           | Kevin Anderson               | 2.480                        | 22                           | 67                           | 53                           |
| 15                           | Jo-Wilfried Tsonga           | 2.320                        | 20                           | 12                           | 3                            |
| 16                           | Andy Murray                  | 2.290                        | 16                           | 1                            | 15                           |
| 17                           | John Isner                   | 2.265                        | 24                           | 19                           | 2                            |
| 18                           | Lucas Pouille                | 2.235                        | 24                           | 15                           | 3                            |
| 19                           | Tomáš Berdych                | 2.095                        | 19                           | 10                           | 9                            |
| 20                           | Roberto Bautista Agut        | 2.015                        | 24                           | 14                           | 6                            |

#### Evolució número 1
| Tennista     | Data inici | Data fi    | Setmanes |
| ------------ | ---------- | ---------- | -------- |
| Andy Murray  | Final 2016 | 20 d'agost | 33       |
| Rafael Nadal | 21 d'agost | Final 2017 | 19       |

### Dobles
| Rànquing dobles ATP 2017 | Rànquing dobles ATP 2017 | Rànquing dobles ATP 2017 | Rànquing dobles ATP 2017 | Rànquing dobles ATP 2017 | Rànquing dobles ATP 2017 |
| Pos.                     | Tennista                 | Punts                    | Torneigs                 | Ant.                     | Mov.                     |
| ------------------------ | ------------------------ | ------------------------ | ------------------------ | ------------------------ | ------------------------ |
| 1                        | Marcelo Melo             | 9.220                    | 24                       | 8                        | 7                        |
| 2                        | Łukasz Kubot             | 9.220                    | 25                       | 24                       | 22                       |
| 3                        | Henri Kontinen           | 8.540                    | 21                       | 7                        | 4                        |
| 4                        | John Peers               | 8.540                    | 22                       | 9                        | 5                        |
| 5                        | Ivan Dodig               | 5.550                    | 25                       | 13                       | 8                        |
| 6                        | Nicolas Mahut            | 5.535                    | 19                       | 1                        | 5                        |
| 7                        | Jean-Julien Rojer        | 5.130                    | 28                       | 27                       | 20                       |
| 8                        | Horia Tecău              | 5.070                    | 27                       | 19                       | 11                       |
| 9                        | Jamie Murray             | 4.980                    | 24                       | 4                        | 5                        |
| 10                       | Bruno Soares             | 4.980                    | 25                       | 3                        | 7                        |
| 11                       | Bob Bryan                | 4.690                    | 21                       | 5                        | 6                        |
| 11                       | Mike Bryan               | 4.690                    | 21                       | 5                        | 6                        |
| 13                       | Pierre-Hugues Herbert    | 4.685                    | 16                       | 2                        | 11                       |
| 14                       | Marcel Granollers        | 4.365                    | 23                       | 18                       | 4                        |
| 15                       | Michael Venus            | 4.065                    | 35                       | 32                       | 17                       |
| 16                       | Ryan Harrison            | 3.900                    | 20                       | 238                      | 222                      |
| 17                       | Mate Pavic               | 3.870                    | 33                       | 29                       | 12                       |
| 18                       | Rohan Bopanna            | 3.790                    | 26                       | 28                       | 10                       |
| 19                       | Oliver Marach            | 3.730                    | 28                       | 33                       | 14                       |
| 20                       | Marc López               | 3.375                    | 26                       | 10                       | 10                       |

| Rànquing equips ATP 2017 | Rànquing equips ATP 2017            | Rànquing equips ATP 2017 | Rànquing equips ATP 2017 | Rànquing equips ATP 2017 | Rànquing equips ATP 2017 |
| Pos.                     | Parella                             | Punts                    | Torneigs                 | Ant.                     | Mov.                     |
| ------------------------ | ----------------------------------- | ------------------------ | ------------------------ | ------------------------ | ------------------------ |
| 1                        | Łukasz Kubot Marcelo Melo           | 9.310                    | 23                       | 33                       | 32                       |
| 2                        | Henri Kontinen John Peers           | 8.630                    | 21                       | 4                        | 2                        |
| 3                        | Jamie Murray Bruno Soares           | 5.490                    | 24                       | 1                        | 2                        |
| 4                        | Jean-Julien Rojer Horia Tecău       | 5.295                    | 27                       | 9                        | 5                        |
| 5                        | Bob Bryan Mike Bryan                | 4.780                    | 21                       | 3                        | 2                        |
| 6                        | Pierre-Hugues Herbert Nicolas Mahut | 4.595                    | 16                       | 2                        | 4                        |
| 7                        | Ivan Dodig Marcel Granollers        | 4.090                    | 18                       | −                        | Augment                  |
| 8                        | Ryan Harrison Michael Venus         | 3.750                    | 16                       | −                        | Augment                  |
| 9                        | Oliver Marach Mate Pavic            | 3.300                    | 19                       | −                        | Augment                  |
| 10                       | Raven Klaasen Rajeev Ram            | 3.020                    | 23                       | 6                        | 4                        |

#### Evolució número 1
| Tennista/es    | Data inici    | Data fi       | Setmanes |
| -------------- | ------------- | ------------- | -------- |
| Nicolas Mahut  | Final 2016    | 2 d'abril     | 13       |
| Henri Kontinen | 3 d'abril     | 16 de juliol  | 15       |
| Marcelo Melo   | 17 de juliol  | 20 d'agost    | 5        |
| Henri Kontinen | 21 d'agost    | 5 de novembre | 11       |
| Marcelo Melo   | 6 de novembre | Final 2017    | 8        |

## Guardons
- Millor tennista individual: Rafael Nadal[2]
- Millor retorn de l'any: Roger Federer[3]
- Millora de l'any: Denis Shapovalov[4]
- Stefan Edberg Sportsmanship Award: Roger Federer[3]
- Arthur Ashe Humanitarian of the Year: Horia Tecău[5]
- Millor entrenador de l'any: Neville Godwin (entrenador de Kevin Anderson)[6]
- Tennista favorit individual: Roger Federer[3]
- Equip favorit: Bob Bryan i Mike Bryan[7]
- Ron Bookman Media Excellence Award: Guillermo Salatino[8]

## Distribució de punts
| Categoria                             | G                     | F                    | SF                  | QF                                                                                               | R16                                                                                              | R32                                                                                              | R64                                                                                              | R128                                                                                             | Q                                                                                                | Q3                                                                                               | Q2                                                                                               | Q1                                                                                               |
| Grand Slam (128I)                     | 2000                  | 1200                 | 720                 | 360                                                                                              | 180                                                                                              | 90                                                                                               | 45                                                                                               | 10                                                                                               | 25                                                                                               | 16                                                                                               | 8                                                                                                | 0                                                                                                |
| Grand Slam (64D)                      | 2000                  | 1200                 | 720                 | 360                                                                                              | 180                                                                                              | 90                                                                                               | 0                                                                                                | –                                                                                                | 25                                                                                               | –                                                                                                | 0                                                                                                | 0                                                                                                |
| ATP World Tour Finals (8I/8D)         | 1500 (max) 1100 (min) | 1000 (max) 600 (min) | 600 (max) 200 (min) | 200 per cada victòria a la fase Round Robin +400 victòria a semifinals, +500 victòria a la final | 200 per cada victòria a la fase Round Robin +400 victòria a semifinals, +500 victòria a la final | 200 per cada victòria a la fase Round Robin +400 victòria a semifinals, +500 victòria a la final | 200 per cada victòria a la fase Round Robin +400 victòria a semifinals, +500 victòria a la final | 200 per cada victòria a la fase Round Robin +400 victòria a semifinals, +500 victòria a la final | 200 per cada victòria a la fase Round Robin +400 victòria a semifinals, +500 victòria a la final | 200 per cada victòria a la fase Round Robin +400 victòria a semifinals, +500 victòria a la final | 200 per cada victòria a la fase Round Robin +400 victòria a semifinals, +500 victòria a la final | 200 per cada victòria a la fase Round Robin +400 victòria a semifinals, +500 victòria a la final |
| ATP World Tour Masters 1000 (96I)     | 1000                  | 600                  | 360                 | 180                                                                                              | 90                                                                                               | 45                                                                                               | 25                                                                                               | 10                                                                                               | 16                                                                                               | –                                                                                                | 8                                                                                                | 0                                                                                                |
| ATP World Tour Masters 1000 (56I/48I) | 1000                  | 600                  | 360                 | 180                                                                                              | 90                                                                                               | 45                                                                                               | 10                                                                                               | –                                                                                                | 25                                                                                               | –                                                                                                | 16                                                                                               | 0                                                                                                |
| ATP World Tour Masters 1000 (32D/24D) | 1000                  | 600                  | 360                 | 180                                                                                              | 90                                                                                               | 0                                                                                                | –                                                                                                | –                                                                                                | –                                                                                                | –                                                                                                | –                                                                                                | –                                                                                                |
| ATP World Tour 500 (48I)              | 500                   | 300                  | 180                 | 90                                                                                               | 45                                                                                               | 20                                                                                               | 0                                                                                                | –                                                                                                | 10                                                                                               | –                                                                                                | 4                                                                                                | 0                                                                                                |
| ATP World Tour 500 (32I)              | 500                   | 300                  | 180                 | 90                                                                                               | 45                                                                                               | 0                                                                                                | –                                                                                                | –                                                                                                | 20                                                                                               | –                                                                                                | 10                                                                                               | 0                                                                                                |
| ATP World Tour 500 (16D)              | 500                   | 300                  | 180                 | 90                                                                                               | 0                                                                                                | –                                                                                                | –                                                                                                | –                                                                                                | 20                                                                                               | –                                                                                                | 0                                                                                                | 0                                                                                                |
| ATP World Tour 250 (56I/48I)          | 250                   | 150                  | 90                  | 45                                                                                               | 20                                                                                               | 10                                                                                               | 0                                                                                                | –                                                                                                | 5                                                                                                | 3                                                                                                | 0                                                                                                | 0                                                                                                |
| ATP World Tour 250 (32I/28I)          | 250                   | 150                  | 90                  | 45                                                                                               | 20                                                                                               | 0                                                                                                | –                                                                                                | –                                                                                                | 12                                                                                               | 6                                                                                                | 0                                                                                                | 0                                                                                                |
| ATP World Tour 250 (24D)              | 250                   | 150                  | 90                  | 45                                                                                               | 20                                                                                               | 0                                                                                                | –                                                                                                | –                                                                                                | –                                                                                                | –                                                                                                | –                                                                                                | –                                                                                                |
| ATP World Tour 250 (16D)              | 250                   | 150                  | 90                  | 45                                                                                               | 0                                                                                                | –                                                                                                | –                                                                                                | –                                                                                                | –                                                                                                | –                                                                                                | –                                                                                                | –                                                                                                |